# Orde van Sint-Nicolaas Thaumaturgus (Oekraïne)
In Oekraïne werd door de "All-Ukrainian Foundation for International Cooperation 'Ukrainian People Embassy'", een particuliere instelling, een Orde van Sint Nicolaas Thaumaturgus of "Orde van Sint-Nicolaas de Wonderdoener", (Oekraïens: "Орден Святого Миколи Чудотворця") ingesteld. De orde kreeg het motto "Geeft Vreugde aan het Volk" en heeft drie graden.
De versierselen worden door de Oekraïense munt vervaardigd.
Omdat het orderecht eist dat een ridderorde door een legitieme "Fons honorum" zoals een regering of een voorheen regerend vorst wordt ingesteld kan deze orde, net als de andere in Oekraïne in omloop zijnde Internationale Orde van Nicolaas Thaumaturgus, worden gerekend tot de pseudo-orden.